# Az Oroszországi Föderáció Fegyveres Erői
Az Oroszországi Föderáció Fegyveres Erői (oroszul: Вооружённые силы Российской Федерации, magyar átírásban: Vooruzsonnije szili Rosszijszkoj Fegyeracii), Orosz Fegyveres Erők az Oroszországi Föderáció legfontosabb fegyveres szervezete, melynek haderőnemei a szárazföldi erők, a haditengerészet és a légierő, valamint ezektől függetlenül, önálló fegyvernemként működnek a kozmikus csapatok, a légideszant-csapatok és a hadászati rakétacsapatok. Az orosz haderő a Szovjet Hadsereg alapjain, a Szovjetunió felbomlását követően 1992-ben alakult meg. 
A haderő hivatásos, továbbszolgáló, szerződéses és általános hadkötelezettség alapján katonai szolgálatot teljesítő sorkatonákból áll.

## Története
Az Oroszországi Föderáció Fegyveres Erőit Jelcin elnök rendeletével 1992. május 7-én hozták létre a volt Szovjetunió Fegyveres Erőinek jogutódjaként és annak bázisán. Jelcin elnök az orosz alkotmányban rögzített legfelső főparancsnoki tisztség mellett tíz napig, 1992. május 18-ig ideiglenesen a védelmi miniszteri tisztet is betöltötte, és Gracsov hadseregtábornok csak a miniszter első helyettese volt, de ezután ő lett a védelmi miniszter.
Az Oroszországi Föderáció 2,8 millió fős hadsereget örökölt a Szovjetuniótól, amely öt haderőnemből állt:
- Hadászati Rakétacsapatok
- Szárazföldi Csapatok(wd)
- Légierő
- Légvédelmi Csapatok
- Haditengerészeti Flotta

Az öt haderőnem mellett még két önálló fegyvernemként emlegetett, de lényegében köztes haderőnemként kezelt, nagy önállóságot élvező katonai
szervezet is létezett: a Légideszant-csapatok (Oroszország) és a Kozmikus Erők. Ez a struktúra az 1997–1998-ban bevezetett haderőreformig lényegében változatlan maradt.
A haderő gerincét képező Szárazföldi Csapatok 1998-ig nyolc Katonai Körzetben és egy Különleges Körzetben (Kalinyingrádi terület) helyezkedtek el, katonai szakkifejezéssel diszlokáltak:
- Moszkvai Katonai Körzet,
- Leningrádi Katonai Körzet,
- Volgai Katonai Körzet,
- Uráli Katonai Körzet,
- Észak-kaukázusi Katonai Körzet,
- Szibériai Katonai Körzet,
- Bajkálon-túli Katonai Körzet,
- Távol-keleti Katonai Körzet.

A haditengerészet négy flottából és egy flottillából áll:
- Csendes-óceáni Flotta,
- Északi Flotta,
- Fekete-tengeri Flotta,
- Balti Flotta,
- Kaszpi-tengeri Flottilla.

Az oroszországi haderő létszáma a közép- és kelet-európai országokból lefolytatott csapatkivonások és az alakulatok felszámolása nyomán 1995 januárjára 2,4 millióra csökkent. Közülük 150 000 fő volt a szerződéses katona és mintegy 110 000 fő a nők száma. A további sorozatos csökkentések eredményeként ez a létszám 1999 elejére 1,2 millióra csökkent.
A sorkatonai szolgálat általános ideje a 90-es évek elején 18 hónap, a Haditengerészeti Flottánál 24 hónap, a főiskolát végzettek részére 12 hónap, a tartalékostiszt-képzésben részt vevők részére pedig 24 hónap volt. A szerződéses katonákkal a fenti törvény értelmében 3, 5 vagy 10 évre kötötték meg a szerződést.

### Katonai körzetek

Az Oroszországi Föderáció katonai körzetei 2021-ben.
Nyugati katonai körzet
Északi katonai körzet
Déli katonai körzet
Központi katonai körzet
Keleti katonai körzet

## Szervezeti felépítése

### Haditengerészeti flották
Az Orosz Haditengerészet négy flottából és egy flottillából áll:
- Északi Flotta – saját főparancsnoksággal rendelkezik, főhadiszállása Szeveromorszkban van.
- Balti Flotta – a Nyugati Egyesített Főparancsnokság alá van rendelve. Főhadiszállása Kalinyingrádban található.
- Fekete-tengeri Flotta – a Déli Egyesített Főparancsnokság alá van rendelve, főhadiszállása Szevasztopolban helyezkedik el.
- Csendes-óceáni flotta – a a Keleti Egyesített Főparancsnokság alá van rendelve, főhadiszállása Vlagyivosztokban található.
- Kaszpi-flottilla – a Déli Egyesített Főparancsnokság alá van rendelve. Főhadiszállása Asztrahánban van.

## Oroszország haderejének néhány összefoglaló adata
- Oroszország katonai költségvetése 2010-ben a GDP 2,6%-át éri el. A 2011-re a katonai kiadások a GDP 2,9%-át teszik ki, majd a tervek szint ezt 2012-re a GDP 3%-ára, 2013-ra 3,2%-ára emelnék. A svéd SIPRI intézet a 2009-es orosz katonai kiadásokat a GDP 4,19%-ára becsülte, ugyanakkor a közvetlen katonai kiadásokon túl ebbe vélhetően beleszámolták a hadiipar korszerűsítésére költött összegeket is, mely 2009-ben az orosz kormány adatai szerint 970 milliárd rubelt, az ország GDP-jének 2,5%-át tették ki.[3]
- Az orosz haderőben is jelentős átalakulások mennek végbe. Vlagyimir Putyin bejelentette, hogy fejlett, új fegyverekkel, például (ahogy mondta) "gyakorlatilag sebezhetetlen" hiperszonikus sebességű precíziós stratégiai rakétákkal szerelik fel az orosz haderőket. Modernizálják a fegyverzetet, (pl.: Csornij orjol új orosz harckocsi, ami már alig hasonlít a T sorozat tagjaira), és a haditengerészetet is.
- Teljes személyi állomány: 3 037 000 fő, ebből 1 037 000 aktív.
- Tartalék: 1 500 000 fő.
- Mozgósítható lakosság: 35 247 049 2005-ben, amiből 20 000 000 fő alkalmas katonai szolgálatra.

## Az orosz haderő tervezett, és már elkezdett fejlesztései 2020-ig
- 8 év alatt megújul az orosz fegyveres erők fele.
- 2015-ig Oroszország megújítja a fegyveres erők haditechnikai eszközeinek 45%-át (nyilatkozta az orosz védelmi miniszter, Szergej Ivanov).
- Az Állami Duma (orosz parlament) „kormányzati óráján” a védelmi miniszter kiemelte, hogy 2015-re a hadászati rakétacsapatok több mint 50 darab, Topol-M típusú, mobil és néhány tíz darab, silóban telepítendő interkontinentális rakétát fognak kapni. Természetesen a rakétacsapatok mellett a stratégiai bombázók, a haditengerészet és a szárazföldi csapatok is több új eszközhöz jutnak.
- A védelmi miniszter kiemelte, hogy a fegyveres erők százezer darab új típusú gépjárművet is rendszerbe fognak állítani.
- Az Orosz Légierő repülőgépparkja 2020-ra teljesen megújul (adta hírül a Roszbizneszkonszalting) a légierő parancsnokának (Vlagyimir Mihajlov tábornok) nyilatkozatára való hivatkozással. Mihajlov tábornok elmondta, hogy a váltás „két mederben” fogják végrehajtani – a modernizáció eredményeképpen és az új repülőgépek hadrendbe állításának köszönhetően. A légierő minden ága kapni fog új gépeket. A stratégiai légierő állományába többek között új, Tu–160 típusú bombázók érkeznek, „minden két-három évben két darab”, ami a szakértők szerint odáig vezet, hogy 30 repülőgépből álló flotta jön létre.
- A légvédelmi csapatok is új technikai eszközöket kapnak. Az első ezred, amelyet az SZ–400 típusú légvédelmi rakétarendszerrel fegyvereztek fel, hamarosan harckészültségi szolgálatba áll. Napjainkban a személyi állomány kiképzése zajlik az új haditechnikai eszközre. Szintén a közeljövőben kapja meg a légvédelem az első, kis hatótávolságú „Páncél” típusú légvédelmi rakétakomplexumokat, amelyek stratégiai objektumok megsemmisítésére szolgálnak.
- A stratégiai bombázók – Tu–95 és Tu–160 – számát folyamatosan 50 darabon kívánják tartani – mondta Ivanov. A Tu–95MSZ típusú, turbólégcsavaros rakétahordozókat folyamatosan Tu-160 típusú repülőgépekre cserélik.
- A haditengerészet 2015-ig 31 darab haditechnikai eszközt kap, többek között a 955 és 955A projektek alapján készülő atommeghajtású rakétahordozó tengeralattjárókat. A 955 projekt első példányát a közeljövőben kívánják vízre bocsátani.
- A szárazföldi csapatok közül 2015-re 100 harckocsi-, 97 gépkocsizó lövész- és 50 légideszant-zászlóalj lesz átfegyverezve új haditechnikai eszközökkel, valamint mindezek mellett jelentős mennyiségű egység modernizált eszközöket fog kapni.

## Szárazföldi erő

### Fegyverzet
Szárazföldi eszközök 
- 67 db T–90M harckocsi
- 350 db T-90A harckocsi
- 200 db T–90 harckocsi (raktáron)
- 310 db T–80BV harckocsi
- 170 db T-80BVM harckocsi

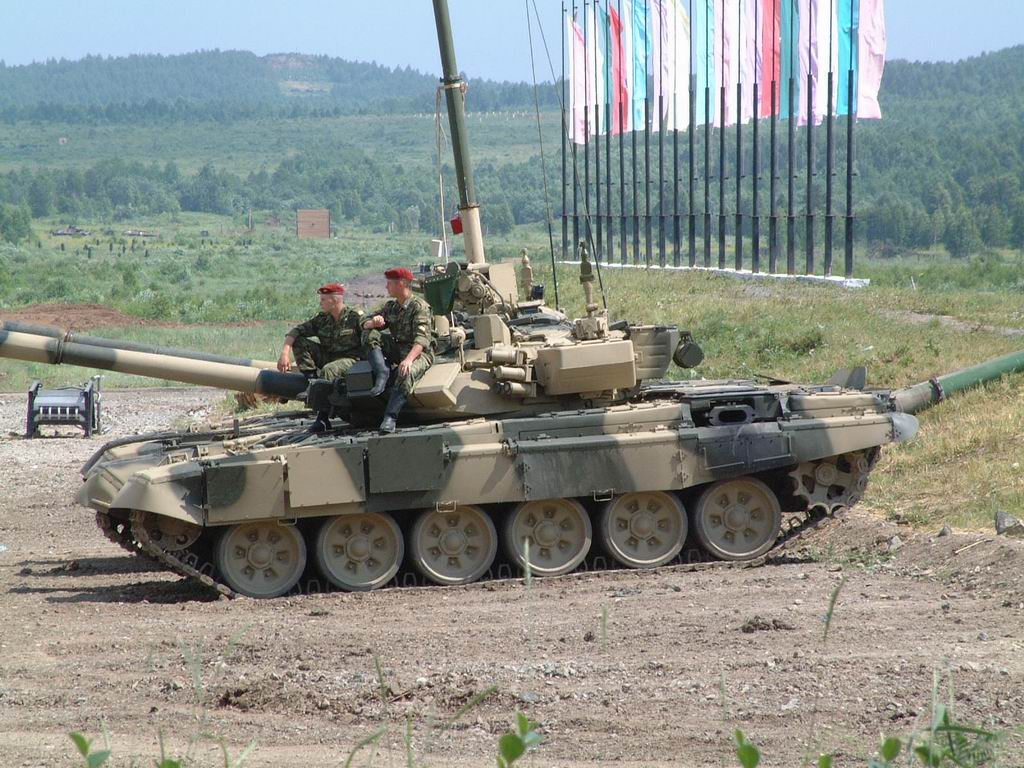
T–90-es harckocsi

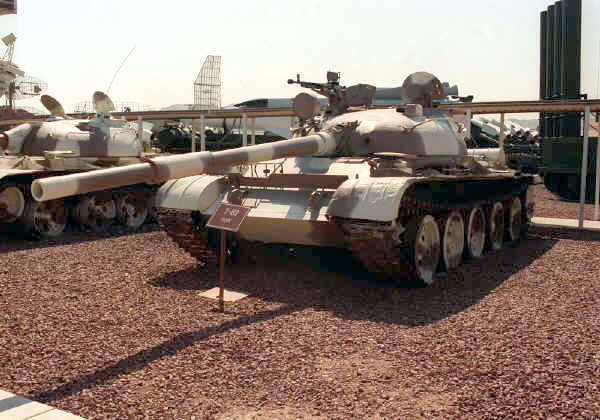
T–62A harckocsi

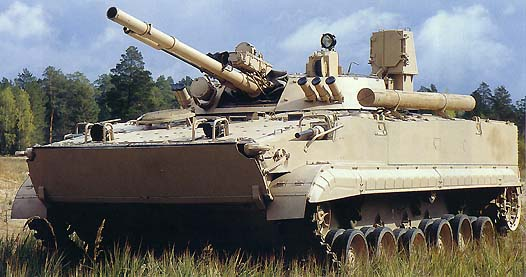
BMP-3 lövészpáncélos

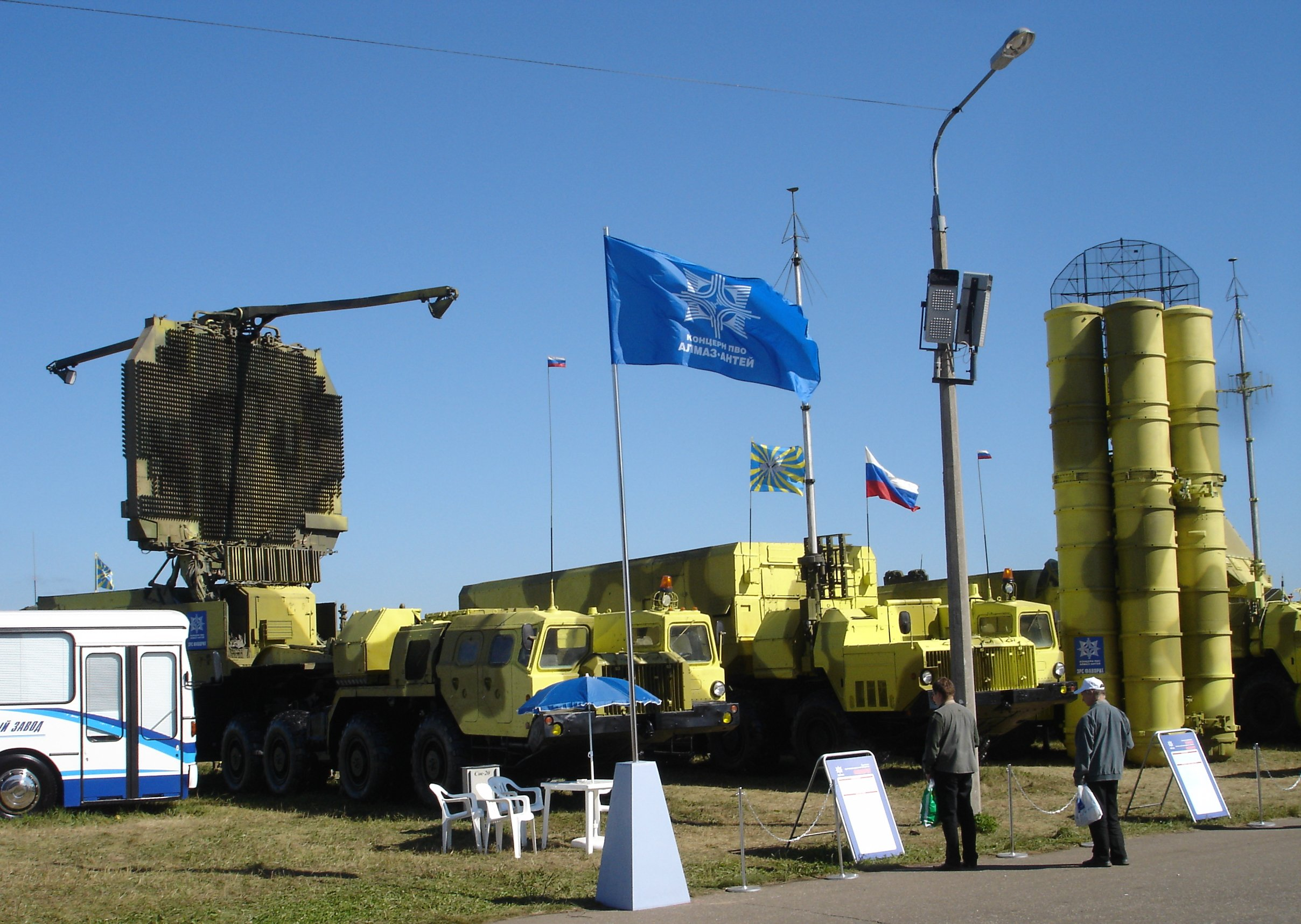
SZ–300PMU-2 rakétarendszer

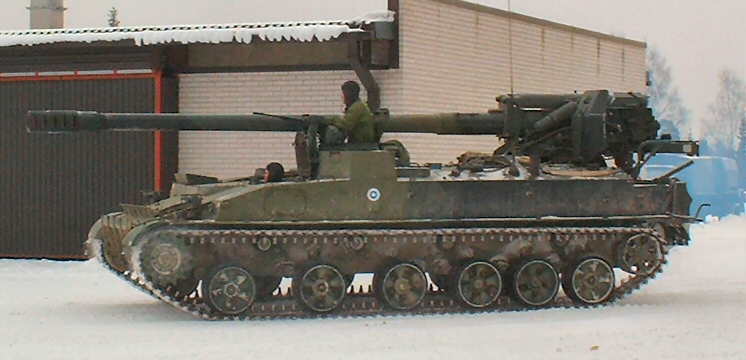
2SZ5 önjáró löveg

- 3000 db T-80B/BV/U harckocsi (raktáron)
- 1690 db T–72B3 harckocsi
- 650 db T-72B/BA harckocsi
- 7000 db T-72B harckocsi (raktáron)
- 4000 db T–64BV harckocsi (raktáron)
- 689 db T–62M1 harckocsi (ezeket kivonták 2013-ban)
- 1200 db T–55 harckocsi (ezeket kivonták 2006-ban)
- 80 db BTR–90
- 1500 db BTR–80A/82A
- 726 db BTR–70M1986/1
- 17 db BTR–60PB
- 669 db MT–LB
- 514 db BTR–D
- 760 db BMP–3
- 3055 db BMP–2E
- 1543 db BMP–1P
- 103 db BMD–3
- 361 db BMD–2
- 715 db BMD–1P
- 2080 db BRDM–2, MT–LBu

Légvédelmi eszközök (rakétarendszerek):
- új SZ–400 400 km hatótávolságú
- 440 db SZ–300PMU–2 max. 195 km hatótávolságú
- 200 db SZ–300V max. 100 km hatótávolságú
- 250 db Buk–M1–2 max. 50 km hatótávolságú
- 120 db Tor–M1 max. 12 km hatótávolságú
- 350 db Sztrela–10M3 max. 5 km hatótávolságú
- 550 db Osza-AKM max 15 km hatótávolságú
- 350 db Kub max. 24 km hatótávolságú
- 220 db Krug–M max. 55 km hatótávolságú
- 256 db Tunguszka–M1 max 8 km hatótávolságú
- 200 db Pancir–SZ1 max 20–30 km hatótávolságú
- 450 db ZSZU–23–4M max. 2,5 km hatótávolságú

Ágyúk, tarackok, aknavetők (30 045 db)
- 2SZ12 120 mm-es aknavető, maximum 7,1 km lőtávolságú
- 1213 db 2A18 (D–30) 122 mm-es tarack. Lőtávolság: 15,4 km-től 21,9 km-ig.
- 526 db 2A29 (MT–12 100 mm-es
- 682 db 2A36 152 mm-es
- 2A45M Szprut–B 125 mm-es
- 370 db 2A65 152 mm-es
- 430 db D–20 (M–55) 152 mm-es
- D–74 122mm-es
- 55 db M–46 130 mm-es
- M–389 155 mm-es
- 1112 db Nona–K 120 mm-es

Önjáró lövegek (6 010 db):
- 1037 db 2SZ1 122mm-es
- 1402 db 2SZ3 152mm-es
- 21 db 2SZ4 240mm-es
- 569 db 2SZ5 152mm-es
- 160 db 2SZ7M 203mm-es
- 2SZ9 120mm-es
- 1030 db 2SZ19 MSZTA-SZ 152mm-es
- 50 db 2SZ23 Nona-SZVK 120mm-es
- 2SZ31 120 mm-es
- ASZU–85 85 mm-es

Rakétatüzérségi rendszerek (2 955 db) :
- 2250 db BM–21 Grad (BM–21B) 122 mm-es
- 180 db Tornado-G 122mm-es
- 360 db Uragan (BM–27) 220 mm-es
- 100 db BM–30 Szmercs 300 mm-es
- 20 db Tornado-SZ 300 mm-es
- 45 db TOSZ–1 Buratyino 220 mm-es

Ballisztikus rakéták:
- OTR–21 Tocska–U 120 km hatótávolságú, 482 kg-os töltet, 100 kg-os nukleáris töltet
- 9M72 Iszkander 415 km hatótávolságú, 800 kg-os töltet

## Légierő, légvédelem
Repülők, helikopterek (3750 db):
Front légierő, légvédelem:
- 452 db Szu–27

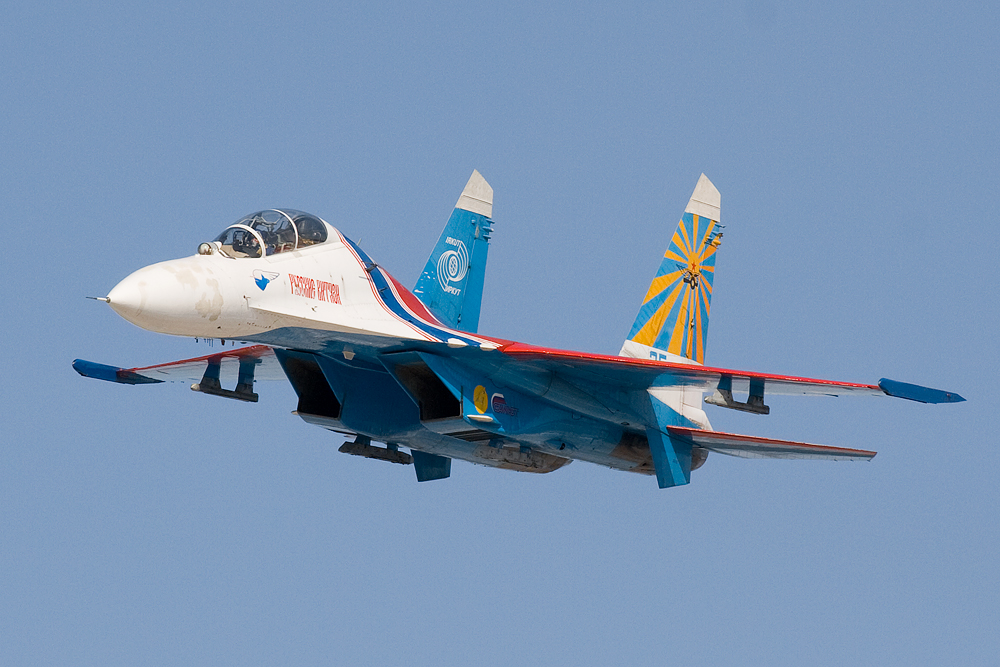
Szu–27

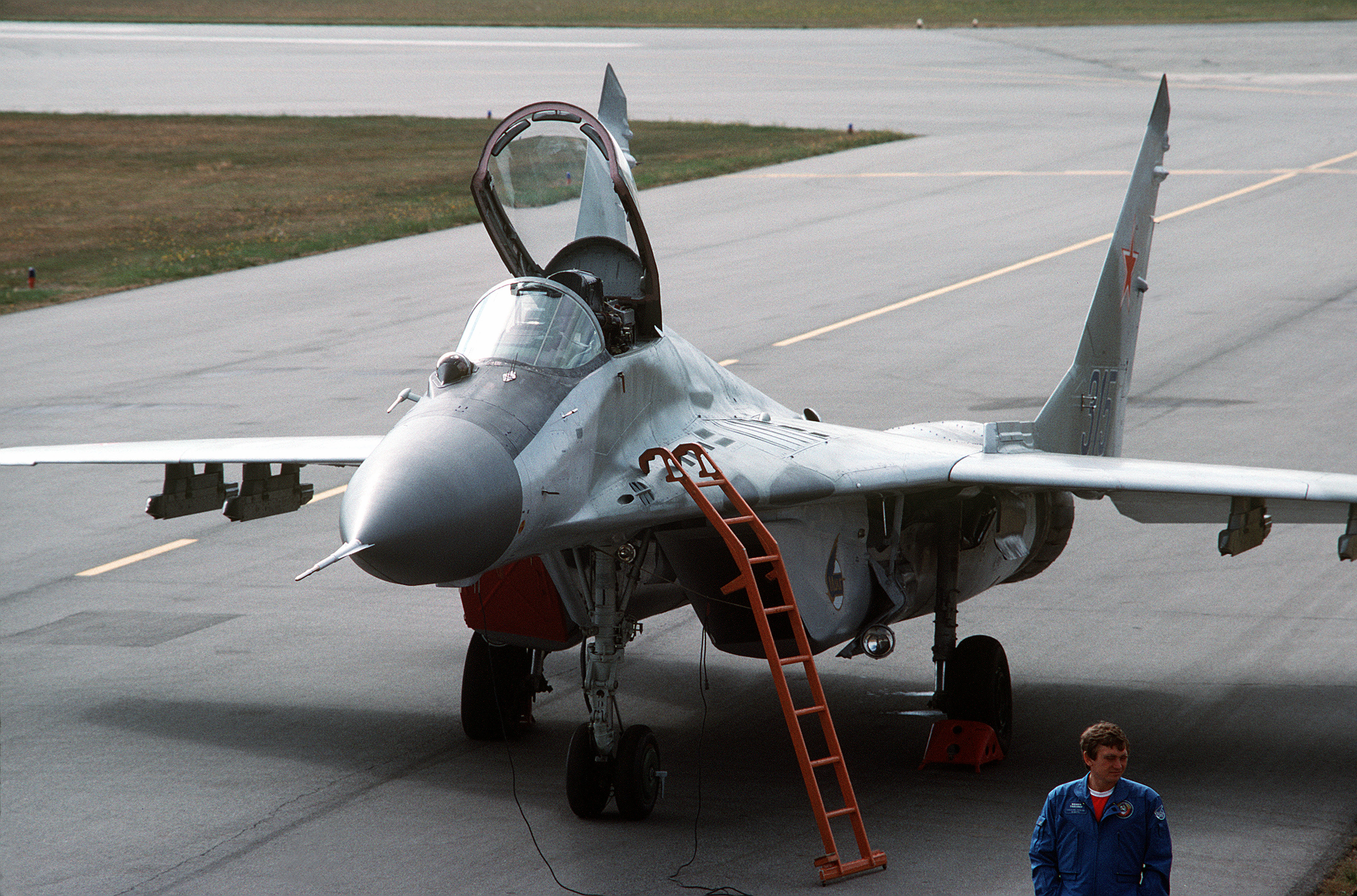
Orosz MIG-29-es.

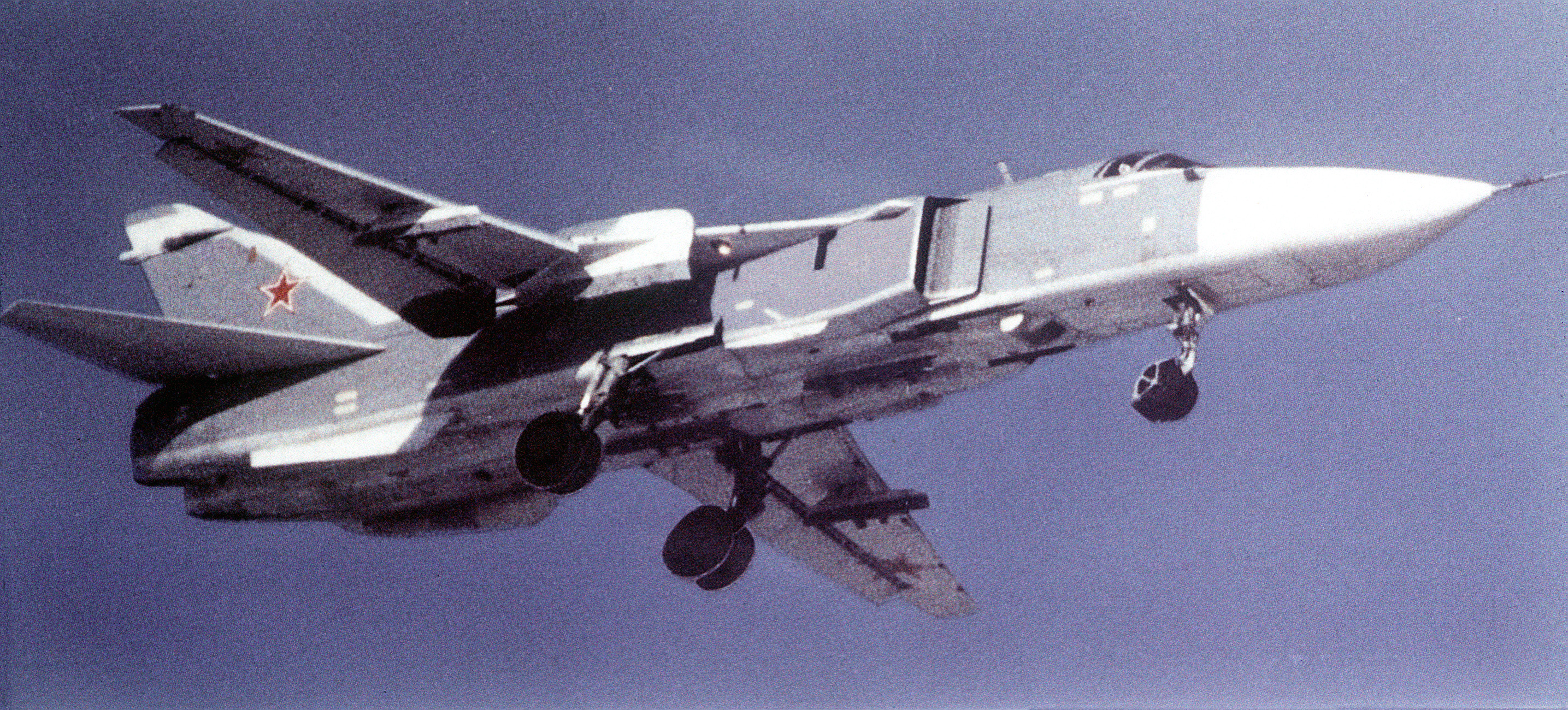
Szu-24 leszállása.

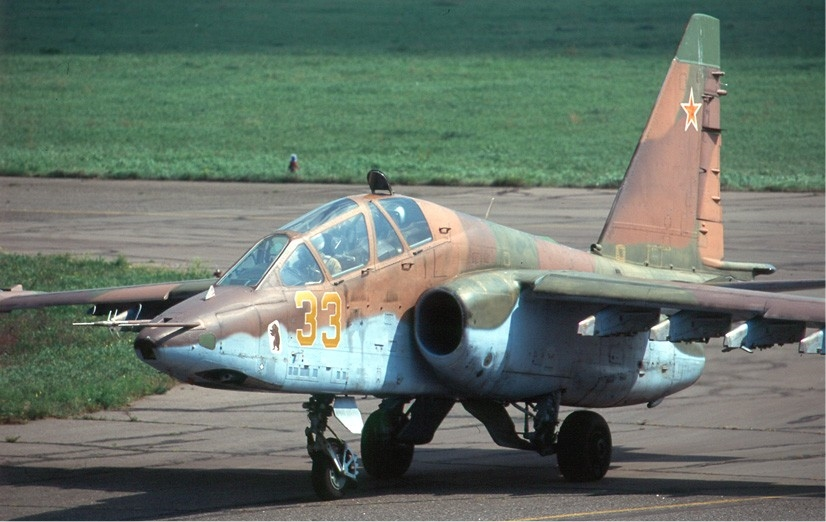
Szu-25

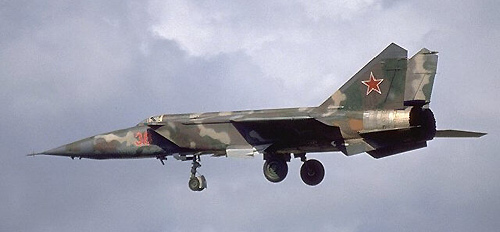
MiG-25

- 345 db MiG–29, modernizált változata: MiG-29SMT
- 325 db MiG–31
- 151 db Szu–35
- 767 db operációs támadó légieszköz
- 367 db Szu–24M, modernizált változata a Szu–24M2
- 192 db Szu–25, modernizált változata a Szu–25SZM
- 148 db Szu–34
- 132 db Szu–30

Bombázók:
- 100 db Tu–22M

Tengerészeti repülők:
- 52 db Szu–33 (Szu–27K)
- 110 db MiG–29
- 130 db Szu–24
- 70 db Szu–25

Tengerészeti bombázók:
- 160 db Tu–22M

Stratégiai bombázó erők:
- 88 db Tu–95 (Tu–142)
- 15 db Tu–160

ECM/ELINT gépek:
- 100 db Szu–24MR/MP Fencer
- 80 db MiG–25RB Foxbat

Légtérellenőrző repülőgépek:
- 15 db A–50

Szállító repülőgépek (345 db):
- 300 db Il–76
- 20 db An–72
- 25 db An–124

Légi utántöltő repülőgépek:
- Il–78 (Il–76 bázison)

Prototípusok:
- Szu–37
- Szu–47
- Szu–25UTG
- Szu–39

## Haditengerészet

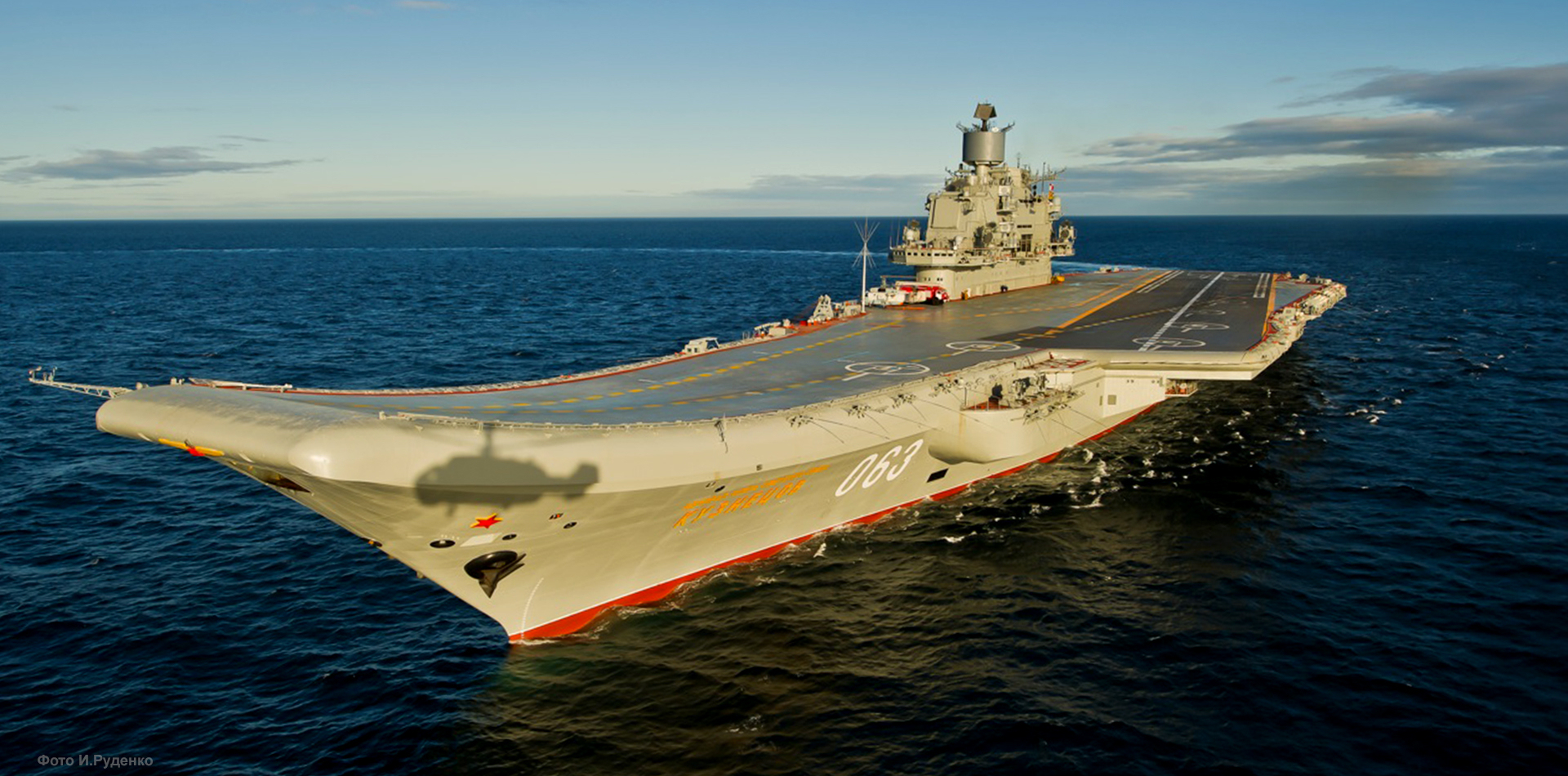
Az Admiral Kuznyecov repülőgéphordozó

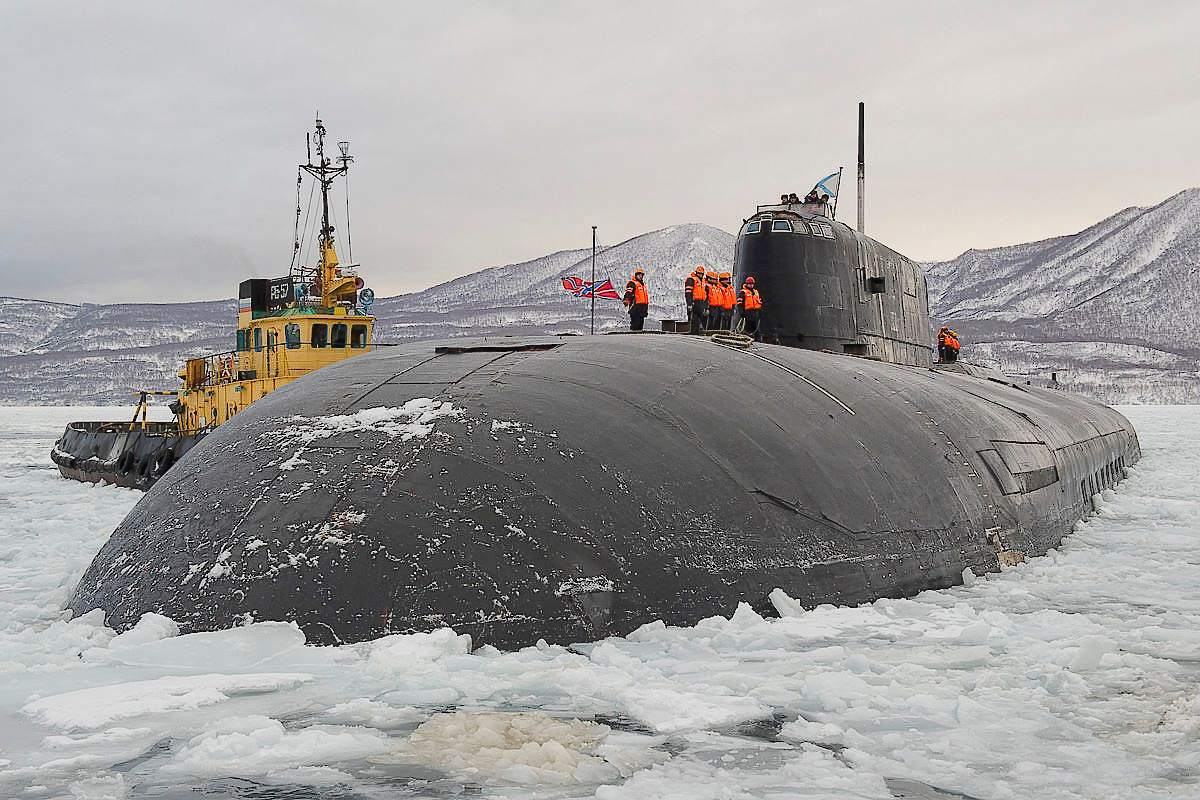
Oscar osztályú atomtengeralattjáró

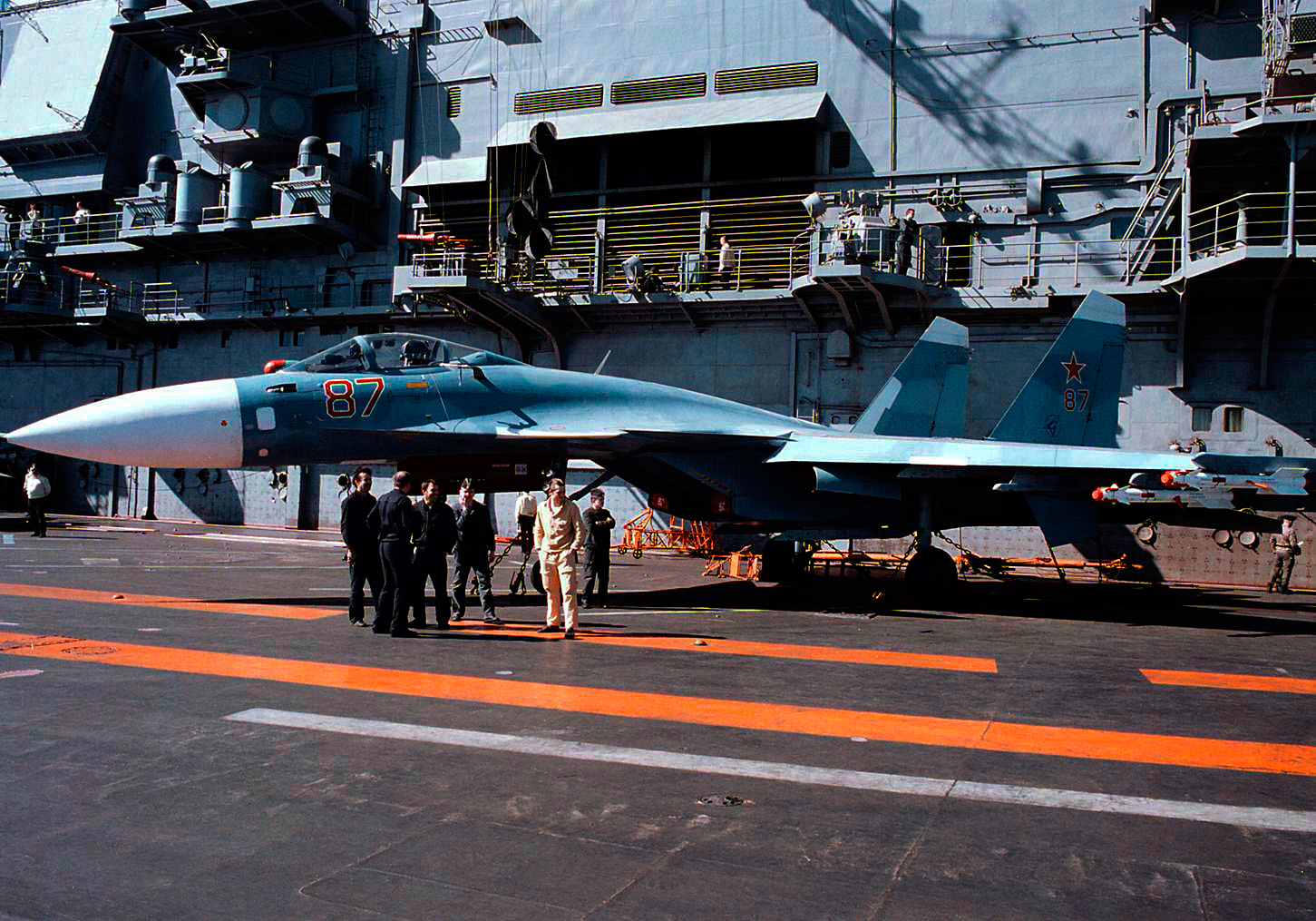
Szu-33 vadászgép az Admiral Kuznyecov fedélzetén

Az Orosz haditengerészet négy flottából és egy flotillából áll:
- Északi Flotta (parancsnoksága Szeveromorszkban található) az Egyesített nyugati hadászati parancsnokság része.
- Balti Flotta (parancsnoksága Kalinyingrádban található a Kalinyingrádi területen) az Egyesített nyugati hadászati parancsnokság része.
- Fekete-tengeri Flotta (parancsnoksága Szevasztopolban található, Ukrajnában) az Egyesített déli hadászati parancsnokság része, ugyanis 1997-ben az ukrán kormányzat elfogadta, hogy Oroszország bérbe vehessen több bázist Szevasztopolban 2017-ig. Ez a szerződés ki lett bővítve 25 évvel 2042-ig, amit 5 éves opcióval 2047-ig módosíthatnak.
- Kaszpi-tengeri Flottilla (parancsnoksága Asztrahánban található) az Egyesített déli hadászati parancsnokság része.
- Csendes-óceáni Flotta (parancsnoksága Vlagyivosztokban található) az Egyesített keleti hadászati parancsnokság része.

A Kalinyingrádi Különleges Régió a Balti flotta parancsnoksága alatt áll, amely a szárazföldi és partvédelmi erőket is magába foglalja. Korábban a 11. gárda hadsereg alárendeltségébe tartozott, melybe egy gépesített lövészhadosztály és egy gépesített lövészdandár és többek között egy Szu–27-esekkel felszerelt vadászrepülő-ezredből állt.

### Haditengerészeti csapásmérő erők
- Létszám: 45 000 fő.

A Haditengerészeti csapásmérő erőknél 12 db nukleáris hajtóműves rakétahordozó tengeralattjáró tartozik 196 rakétaindítóval.
Részleteiben:
- 7 db Delta-IV osztályú tengeralattjáró, egyenként 16 db SS-N-23 típusú rakétával (112 db rakéta).
- 1 db 941 típusú (Typhoon osztály) tengeralattjáró, egyenként 20 db R–39 ballisztikus rakétával.
- 4 db Delta-III osztályú tengeralattjáró, egyenként 16 db SS-N-18 típusú rakétával (64 db rakéta).

### Haditengerészeti erők
- Létszám: 120000fő.

Hadihajók:
- 12 db nukleáris hajtóműves rakétahordozó tengeralattjáró (Delta III-IV., Typhoon)
- 40 db tengeralattjáró (vadász-tengeralattjárók)
- 1 db repülőgép-hordozó (Kuznyecov) (további négy most épül)
- 7 db cirkáló
- 14 db romboló
- 10 db fregatt
- 88 db járőrhajó
- 60 db aknakereső/rakó hajó
- 22 db deszanthajó
- 436 db vegyes feladatú hajó

### Haditengerészeti légierő
- Létszám: 35 000 fő.

Felszerelés:
- 217 db harci repülőgép
- 102 db harci helikopter

### Tengerészgyalogság
Állomány:
- 1 tengerészgyalogos hadosztály
- 3 önálló dandár
- 3 különleges dandár

Felszerelés:
- 160 db harckocsi
- 321 db tüzérségi löveg